# Pacal I
Pacal (overleden maart 612) was ahau van de Maya stadstaat Palenque.
Hij was gehuwd met Yohl Ik'nal.
Zijn dochter Sac K'uk' volgde hem op op 22 oktober 612. Haar zoon K'inich Janaab' Pacal, beter bekend als Pacal de Grote soms aangeduid als Pacal II gegeven zijn grootvader, volgde haar op op 29 juli 615.